# Isle of Grain
Isle of Grain is een civil parish en voormalige eiland in het bestuurlijke gebied Medway, in het Engelse graafschap Kent. De plaats telt 1648 inwoners.
Het ligt op de punt van schiereiland Hoo en bestaat uit voornamelijk moerasland.